# Етиве
Етиве (фр. Etivey) насеље је и општина у источном делу централне Француске у региону Бургоња, у департману Јон која припада префектури Авалон.
По подацима из 2011. године у општини је живело 228 становника, а густина насељености је износила 8,14 становника/km². Општина се простире на површини од 28,02 km². Налази се на средњој надморској висини од 242 метара (максималној 342 m, а минималној 205 m).

## Демографија
| 1962. | 1968. | 1975. | 1982. | 1990. | 1999. | 2011. |
| ----- | ----- | ----- | ----- | ----- | ----- | ----- |
| 278   | 299   | 270   | 240   | 229   | 222   | 228   |

График промене броја становника у току последњих година